# Bauablauf
Unter Bauablauf (auch Baufortschritt) versteht man im Bauwesen alle Projektphasen der Bauausführung im Bauprozess eines Bauvorhabens, die letztlich zu seiner Fertigstellung und Bauabnahme führen.

## Allgemeines
Die Bauausführung ist ein technisch-physischer Prozess, der von Interdependenzen einzelner Bauphasen geprägt ist. So kann der Rohbau eines Gebäudes erst mit dem Bau des Kellers beginnen, ohne fertigen Rohbau ist ein Dachausbau nicht möglich. Ein Bauzeitenplan legt – oft auf der Grundlage der Netzplantechnik – Beginn und Ende jeder Phase und damit den zeitlichen Einsatz der Gewerke fest und bestimmt dadurch die vorgesehene Bauzeit eines Bauvorhabens. In einem Bauzeitenplan enthaltene Einzelfristen gelten nur dann als Vertragsfristen eines Bauvertrags, wenn dies hierin ausdrücklich vereinbart ist (§ 5 Abs. 1 VOB/B). Nach § 4 Abs. 1 VOB/B trifft den Bauunternehmer eine Koordinationspflicht, die den ungestörten und reibungslosen Bauablauf sicherstellen soll. Zu Störungen kommt es im Bauablauf durch unvorhersehbare Ereignisse wie Baugrundrisiken, Witterungseinflüsse oder technische Probleme bei der Bauausführung. Der „gestörte Bauablauf“ ist der schwierigste Bereich des zivilen Baurechts, da häufig eine Vielzahl von sich überlagernden Störungen auftritt, die zudem häufig aus unterschiedlichen Bereichen stammen (Auftraggeber, Auftragnehmer oder Dritte) und die unterschiedlichsten Auswirkungen in zeitlicher und wirtschaftlicher Hinsicht auf den Bauablauf nach sich ziehen. Nach REFA sind Störungen „Ereignisse, die unerwartet eintreten und eine Unterbrechung oder zumindest eine Verzögerung der Aufgabendurchführung zur Folge haben; sie bewirken eine wesentliche Abweichung der Ist- von den Solldaten“. Störungen im Bauablauf müssen von der Bauleitung im Bautagebuch dokumentiert werden. Das Bautagebuch ist im Falle eines Rechtsstreits als Beweismittel anerkannt. Des Weiteren werden Abweichungen des tatsächlichen Bauablaufs (Ist) vom geplanten Bauablauf (Soll) im Bauzeitenplan aktualisiert, damit die Auswirkungen auf die Gesamtdauer des Bauvorhabens abgeschätzt werden können.

## Phasen (Beispiel Hochbau)
Die wesentlichen Phasen des Baufortschritts auf einer Baustelle im Gebäude-Hochbau können teilweise § 3 Abs. 2 Nr. 2 MaBV entnommen werden:
- Baugenehmigung: Vor Zugang der Baugenehmigung darf baurechtlich nicht mit der Bauausführung begonnen werden.
- Baubeginn ist meist die Baustelleneinrichtung, ihr folgt der Aushub einer Baugrube oder der Beginn wesentlicher Bauarbeiten wie der erste Spatenstich. Sind die für den Baubeginn in der Baugenehmigung erteilten Auflagen und Bedingungen erfüllt, ist in vielen Bundesländern der Baufreigabeschein zu erteilen (§ 59 Abs. 1 LBO BW).
- Die Grundsteinlegung ist kein bautechnisch relevanter Vorgang, sondern eine Zeremonie, die die Öffentlichkeit über den Baubeginn informieren soll.
- Die Rohbauarbeiten realisieren die geplante Grundstruktur eines Bauwerks und beinhalten die Dachkonstruktion mit dem Dachstuhl.
- In dieser Phase schließt sich meist das Richtfest an, das ebenfalls keinen bautechnisch relevanten Vorgang darstellt.
- Dachfläche und Dachrinne komplettieren den äußeren Gebäudeteil.
- Heizungs-, Sanitär- und Elektroanlagen sind Teil des Innenausbaus.
- Der Fenstereinbau vervollständigt den Außenschutz des Gebäudes.
- Innenputz und
- Estrich folgen, danach beginnen die
- Fliesenarbeiten
- Bezugsfertigkeit: Die MaBV geht in ihrer Aufzählung der einzelnen Bauablaufphasen davon aus, dass Bezugsfertigkeit nach den Fliesenarbeiten im Sanitärbereich, aber vor Abschluss der Fassadenarbeiten gegeben ist.
- Der Fassadenausbau sorgt für die äußere Gestaltung des Bauwerks.
- Die vollständige Fertigstellung beinhaltet die Gestaltung der Außenanlagen.
- Bauabnahme: Ein behördlicher Bescheid steht jeweils am Beginn und am Ende einer Baumaßnahme.

## Bedeutung im Gebäudeneubau
Der Baubeginn, die Bezugsfertigkeit und der Fertigstellungstermin sind für den Bauherrn beim Gebäudeneubau von zentraler Bedeutung. Dabei kann im Einzelfall umstritten sein, wann Baubeginn und Bezugsfertigkeit vorliegen, da es hierfür keine genauen Kriterien gibt. Bei Grundstückskaufverträgen mit Bauträgern und bei Immobilienfinanzierungen sind die Kaufpreisraten gemäß § 3 Abs. 2 Nr. 2 MaBV zu entrichten, und zwar (jeweils in % vom Rest-Kaufpreis):
- 30 % nach Auflassungsvormerkung (bei Erbbaurechten 20 %),
- 40 % nach Rohbaufertigstellung (einschließlich Zimmererarbeiten),
- 8 % nach Herstellung der Dachflächen und Dachrinnen,
- 3 % nach Rohinstallation der Heizungsanlagen,
- 3 % nach Rohinstallation der Elektroanlagen,
- 10 % nach Fenstereinbau, (einschließlich Verglasung),
- 6 % nach Innenputz (ohne Beiputzarbeiten),
- 3 % nach Estricharbeiten,
- 4 % nach Fliesenarbeiten im Sanitärbereich,
- 12 % nach Bezugsfertigkeit und Zug um Zug gegen Besitzübergabe,
- 3 % nach Fassadenarbeiten und
- 5 % nach vollständiger Fertigstellung.